# Łukasz Drewno
Łukasz Drewno (ur. po 1565, zm. 11 września 1652) – warszawski aptekarz. W okresie epidemii 1624–1626 pełnił funkcję burmistrza powietrznego Starej Warszawy.

## Życiorys
Kształcił się w Akademii Krakowskiej. W 1592 nabył w Warszawie aptekę po Wojciechu Pękalskim. Piastował wiele urzędów miejskich (m.in. ławnik 1620, rajca i wójt 1624, burmistrz 1630). 
W czasie epidemii morowego powietrza w 1624–1626 zasłużył się jako  burmistrz powietrzny organizując opiekę nad chorymi, sprawne służby oczyszczające miasto ze zwłok zmarłych składające się z tragarzy i grabarzy dozorowanych przez specjalnych strażników, a także strefę izolacyjną na Kępie Pólkowskiej na terenie obecnego Żoliborza. Z darów króla oraz innych darczyńców Drewno kupował lekarstwa i żywność, które rozdawano ubogim chorym i ich rodzinom. Pozostawił po sobie obszerne spisy zmarłych w czasie epidemii. Ogółem zmarło wtedy ok. 2400 osób, w tym również kilkoro członków jego rodziny.
Został pochowany w kolegiacie św. Jana.

## Upamiętnienie
W 1977 imieniem Łukasza Drewny nazwano ulicę w warszawskim Powsinie (dzielnica Wilanów).